# Шоген
Шоген (承元) је јапанска ера (ненко) која је настала после Шока и пре Буно ере. Временски је трајала од марта 1259. до априла 1260. године и припадала је Камакура периоду. Владајући цареви били су Го-Фукакуса и Камејама. Године Шоген ере обележене су несрећним периодом глади и епидемије. У нади да ће се то убрзо завршити мења се назив ере.

## Важнији догађаји Шоген ере
- 1259. (Шоген 1, једанаести месец): У четрнаестој години владавине цар Го-Фукакуса абдицира и трон наслеђује његов млађи брат, цар Камејама.[4][5]